# Manuel de las Casas
Manuel de las Casas (Talavera de la Reina, 18 de abril de 1940 - Madrid, 8 de febrero de 2014) fue un arquitecto español titulado por la Escuela Técnica Superior de Arquitectura de Madrid en 1964 y doctorado por la misma en 1966, donde también desarrolló su actividad docente en el departamento de Proyectos. Además fue nombrado en 1979 arquitecto inspector jefe del Servicio de Restauración de Monumentos (Ministerio de Cultura), en 1983 subdirector general de proyectos y obras primero, y luego director general, en la Dirección General de Arquitectura y Edificación (Ministerio de Obras Públicas) y director de la Bienal de Arquitectura.

## Obras
- Iglesia y centro parroquial Santa Irene (Madrid).
- Consejería de agricultura (Toledo).
- Restauración de la catedral de Toledo (Toledo, 1982).
- Pabellón de Castilla-La Mancha en la Expo. '92.
- Real Fundación Toledo (Toledo).
- 198 viviendas sociales (Alcobendas).
- Palacio de Congresos y Exposiciones de Pontevedra y Auditorio, 1997.
- Centro universitario de ciencias de la salud (La Coruña).
- Recinto Ferial de Pontevedra, 1998.
- Centro cultural (Villaviciosa de Odón).
- Instituto hispano-luso Rei Alfonso Enriques (Zamora): rehabilitación de un convento franciscano.
- Lomas de los Monteros (Marbella, 2004).
- Casa Sánchez-Medina (Toledo, 2004).

## Premios
- Premio de Urbanismo y Arquitectura (ayuntamiento de Madrid 1986).
- Premio de Urbanismo y Arquitectura (ayuntamiento de Madrid 1991).
- I Bienal de Arquitectura Española (ministerio de Obras Públicas, 1991).
- II Bienal de Arquitectura Española (MOPU, 1993).
- Instituto Hispano-Luso "Rei Alfonso Henriques" (Consejería de Educación y Cultura y Diputación de Zamora, 1993).
- Medalla de Oro de las Bellas Artes (ministerio de Cultura, 1995).
- Medalla de Oro de la Ciudad de Toledo (ayuntamiento de Toledo, 1998).
- I Bienal Iberoamericana de Arquitectura e Ingeniería Civil (1998).
- Premio Calidad a la Estética (comunidad de Madrid, 1998).
- Premio Calidad a las Soluciones de Vivienda (comunidad de Madrid, 1998).
- VIII Edición del Premio COAG de Arquitectura: Mejores edificios de nueva planta (Colegio Oficial de Arquitectos de Galicia, 1998).
- Premio Nacional de Arquitectura (España, 1999).
- Premio Antológico de Arquitectura Contemporánea a la mejor vivienda privada (Castilla-La Mancha, 2006).